# Женская сборная Румынии по водному поло
Женская сборная Румынии по водному поло — национальная ватерпольная команда, представляющая Румынию на международной арене. Управляющей организацией является Федерация водного поло Румынии (рум. Federația Română de Polo; англ. Romanian Water Polo Federation).

## Результаты выступлений

### Чемпионаты Европы
| Год       | Место          | И              | В              | Н              | П              | ГЗ             | ГП             | +/-            |
| --------- | -------------- | -------------- | -------------- | -------------- | -------------- | -------------- | -------------- | -------------- |
| 1985—2020 | не участвовали | не участвовали | не участвовали | не участвовали | не участвовали | не участвовали | не участвовали | не участвовали |
| 2022      | 11             | 5              | 0              | 0              | 5              | 19             | 104            | -85            |
| 2024      | 14             | 5              | 2              | 0              | 3              | 46             | 48             | -2             |